# Iron Knob
Iron Knob è una città dell'Australia Meridionale (Australia) ubicata lungo la Eyre Highway che attraversa la Penisola di Eyre.
Al censimento del 2006, Iron Knob assieme ai dintorni contava 199 abitanti.
Iron Knob si trova a 375 km a NW di Adelaide, 70 km a SW di Port Augusta e 55 km a NW di Whyalla.

## Storia
In origine qui si estraeva minerale ferroso che era utilizzato nell'industria metallurgica del rame.  Il minerale ferroso era di qualità tanto elevata che si avviò anche un'industria siderurgica.
Infatti, Iron Knob è considerata il luogo di nascita dell'industria siderurgica australiana.
Il suo nome deriva proprio dal fatto che possiede una grande quantità di minerale di ferro ed era fra i siti più importanti dell'industria siderurgica australiana.
L'estrazione di ferro presso la città terminò nel 1998.  Sebbene la miniera sia stata chiusa, la città resta attiva.
Vi sono voci relative al fatto che una grande società mineraria abbia scoperto la presenza di oro nell'area; inoltre, nei Middleback Ranges vi sono altre miniere di minerale di ferro.
Il minerale era trasportato tramite ferrovia a Whyalla, dove era fuso o trasportato oltremare mediante grandi navi cargo.
Sono state aperte anche nuove miniere di minerale ferroso a Iron Prince e Iron Duke. 
Quando la miniera chiuse nel 1998, la popolazione iniziò ad abbandonare la città alla ricerca di lavoro, tanto che Iron Knob divenne una città fantasma.
Comunque, a causa del recente incremento dei valori degli alloggi, molte persone stanno vendendo le loro case in città, acquistando o edificando case a Iron Knob a un prezzo molto inferiore.
Una casa può essere acquistata per circa A$ 35 000–70 000 e un terreno edificabile per meno di A$ 15 000.

## Infrastrutture e trasporti
La miniera era collegata al porto da una ferrovia che portava 2000 ton di carico.
Le navi erano gestite dalla società BHP Billiton ed erano denominate con nomi del tipo Iron ....